# Gustaaf De Smet (wielrenner)
Gustaaf De Smet (Mariakerke (Gent), 15 mei 1935 – Oostakker, 28 mei 2020) was een Belgische wielrenner, die beroepsrenner was van 1960 tot 1968.

## Erelijst

### Baan
| Jaar          | BK         | EK       | WK       | Overige                                    |
| Amateurs      | Amateurs   | Amateurs | Amateurs | Amateurs                                   |
| ------------- | ---------- | -------- | -------- | ------------------------------------------ |
| 1956          |            |          |          | Olympische Spelen: 5e Ploegenachtervolging |
| Beroepsrenner |            |          |          |                                            |
| 1963          | Ploegkoers |          |          |                                            |

### Weg
1960
- Schaal Sels

1961
- Omloop van Midden-België
- Koksijde

1962
- Omloop der Leiebochten
- GP Victor Standaert
- Buggenhout
- Gent - Brugge - Antwerpen
- Ingelmunster
- Zwevezele Koerse
- Criterium Oostrozebeke

1963
- Deinze
- Omloop der Vlaamse Ardennen
- GP de Denain
- Havenronde
- Kruishoutem
- Heusden
- Langemark
- Berlare
- Boom
- Nationale Sluitingsprijs

1964
- Duffel
- Kruishoutem
- Omloop der Vlaamse Gewesten
- Oostakker
- GP Stad Kortrijk
- Kampioenschap van Vlaanderen
- Memorial Fred De Bruyne - Berlare
- Oudenaarde
- Harelbeke
- deel 2 Harelbeke
- Zwevezele Koerse
- Nationale Sluitingsprijs

1965
- Rousies
- Bankprijs
- 1e, 2e, 5e etappe deel a Vierdaagse van Duinkerken
- Algemeen klassement Vierdaagse van Duinkerken
- Meerhout
- Gistel
- Drongen
- Melle
- Liedekerke
- Zingem
- Eeklo
- Oudegem
- Criterium Oostrozebeke
- Oostvlaamse Sluitingsprijs
- Zwevezele Koerse

1966
- Criterium Sint-Gillis-Waas
- Kuurne-Brussel-Kuurne
- Sint-Martens-Lierde
- Waarschoot
- Landegem

1967
- Baasrode
- Sint-Gillis-Waas
- GP Flandria
- Omloop der Vlaamse Ardennen
- Ouwegem
- Sint-Amandsberg
- Burst
- Erembodegem
- Grote Prijs Georges Desplenter
- Sinaai
- Mortsel
- Drongen
- GP Lucien Van Impe
- GP Gemeente Kortemark
- Wingene Koers

1968
- Kortenaken
- Brussel-Bever
- Sint-Andries
- Omloop van het Houtland

## Resultaten in voornaamste wedstrijden
| Jaar | Ronde van Italië | Ronde van Frankrijk | Ronde van Spanje |
| ---- | ---------------- | ------------------- | ---------------- |
| 1961 |                  |                     |                  |
| 1962 |                  |                     |                  |
| 1963 |                  |                     |                  |
| 1964 |                  |                     |                  |
| 1965 |                  | opgave              |                  |
| 1966 |                  |                     |                  |
| 1967 |                  |                     |                  |

| Jaar | Milaan-San Remo | Gent-Wevelgem | Ronde van Vlaanderen | Parijs-Roubaix | Parijs-Tours | Parijs-Brussel |  | Wereldranglijsten |
| ---- | --------------- | ------------- | -------------------- | -------------- | ------------ | -------------- |  | ----------------- |
| 1961 |                 | 21e           |                      |                | 8e           |                |  |                   |
| 1962 |                 |               |                      |                | 5e           |                |  |                   |
| 1963 | 37e             |               |                      | 14e            |              |                |  |                   |
| 1964 |                 |               | 8e                   |                | Brons        |                |  |                   |
| 1965 |                 | Brons         | 8e                   |                | Zilver       | 5e             |  | 16e (SPP)         |
| 1966 |                 |               | 33e                  | ↑              | 5e           | 5e             |  | 16e (SPP)         |
| 1967 |                 | 11e           | 16e                  | 31e            |              |                |  |                   |